# 2507 Bobone
2507 Bobone este un asteroid din centura principală, descoperit pe 18 noiembrie 1976 de Felix Aguilar Obs..